# Roberto Mura
Roberto Mura (Pavia, 5 giugno 1955) è un politico italiano.

## Biografia

### Famiglia e studi
Nipote di Candido Mura e Annina Cordella, casalinga, figlio di Guido Mura, bancario e Grazia Aurea Farina, casalinga.
Nel 1974 consegue la maturità scientifica presso il Liceo Scientifico Torquato Taramelli di Pavia.

### Attività professionali
Dal 1980 al 2004 lavora al Gruppo Bias. Nel 1998 fonda la sua prima società, la Faircom sas a San Genesio ed Uniti (PV). Nel 2005 diventa Direttore Generale dell’Editoriale Nord S.c.a.r.l di Milano, editore del quotidiano politico “La Padania” e nello stesso periodo diventa editore e Direttore Responsabile di AutoClub Pavia, periodico di informazione ai Soci ACI – Automobile Club Italiano della Provincia di Pavia.
Sempre nel 2005 viene chiamato dalla Regione Lombardia come Esperto Esterno della Commissione tecnica in materia di Comunicazione, Editoria e Immagine.

### Attività istituzionale e politica

#### Lega Nord
Entra in Lega Nord nel 1992 e diviene per tre volte Segretario Provinciale della Lega Nord di Pavia. Nel 2012 su incarico del Segretario Nazionale Giancarlo Giorgetti ha anche guidato come Commissario Provinciale la Segreteria della Lega Nord di Crema.

#### Comune di San Genesio ed Uniti (PV)
Nelle elezioni amministrative del 1997 viene eletto prima come Consigliere Comunale, poi nel 1999 viene nominato Vicesindaco e Assessore con deleghe al Bilancio, Servizi Sociali, Sanità, Pubblica Istruzione e Personale fino all’elezione a Sindaco, carica che manterrà ininterrottamente fino al 2011. Viene rieletto in Consiglio Comunale nel 2016 dove svolge il ruolo di Presidente del Consiglio Comunale.

#### Senato della Repubblica Italiana
Senatore per la Lega Nord dal 2008 Mura ricopre il ruolo di membro della Commissione Difesa del Senato dal 22 maggio 2008 al 30 gennaio 2009, membro della Commissione Lavori pubblici e Comunicazioni dal 22 maggio 2008 al 17 novembre 2011 in sostituzione del Viceministro alle Infrastrutture e Trasporti Roberto Castelli, membro della Commissione Finanze e Tesoro dal 30 gennaio 2009 al 10 gennaio 2012 e membro della Commissione Giustizia dall'11 gennaio 2012. Mura fa anche parte come componente dall'8 novembre 2011 della Giunta delle elezioni e immunità parlamentari e del Comitato parlamentare per i procedimenti di accusa, dal 29 marzo 2011 della Commissione di Vigilanza RAI e della Sottocommissione permanente per l'accesso. Infine, dal 23 aprile 2009, è membro sostituto della Commissione per la vigilanza sulla cassa depositi e prestiti.
Mura è relatore insieme a Cosimo Latronico (Pdl) e Mauro Agostini (Pd) del ddl Sviluppo del 2011 approvato definitivamente il 7/7/11 al Senato con 162 si, 133 no e un astenuto dopo che il governo ha posto la questione di fiducia.
Il 2 maggio 2012 è nominato nuovo vicecapogruppo del gruppo della Lega Nord al Senato della Repubblica in sostituzione del dimissionario Lorenzo Bodega.
Durante tutta la XVI Legislatura è stato presente al 100% delle 860 sedute del Senato, è intervenuto 642 volte in Aula e in Commissione, ha avuto un indice di produttività di 308,2 (83° su 322 Senatori), è stato presente al 99,08% delle votazioni in Aula con 6.339 voti su 6.398 (7° su 323 Senatori), 10 volte Relatore su Disegni di Legge e firmatario di 50 Disegni di Legge. Mura ha inoltre presentato 66 Mozioni, 2 Interpellanze, 24 Interrogazioni, 4 Risoluzioni, 62 Ordini del Giorno e 1030 Emendamenti a sua firma.

#### Consiglio Regionale della Lombardia
Nelle Elezioni per il rinnovo del Consiglio Regionale della Lombardia del 4 marzo 2018 viene eletto con 2.659 preferenze nelle liste della Lega Nord e ricopre il ruolo di Presidente della Commissione Speciale - Rapporti tra Lombardia, Istituzioni europee, Confederazione Svizzera e Province autonome, è membro della IV Commissione permanente - Attività produttive, istruzione, formazione e occupazione e membro della VI Commissione permanente - Ambiente e protezione civile.

#### Consiglio Comunale di Pavia
Nelle Elezioni Amministrative a Pavia del 26 maggio 2019 viene candidato come Capolista dalla Lega-Lega Lombardia-Salvini Lombardia ed è eletto in Consiglio Comunale, dove svolge il ruolo di Capogruppo del suo Gruppo Consiliare.

## Altri incarichi
Nel 1993 membro del Consiglio di Amministrazione dell’IPAB-Asilo Coniugi Villa di San Genesio ed Uniti.
Nel 2001 Presidente del Consorzio Acquedotto tra i Comuni di San Genesio ed Uniti, Zeccone, Bornasco, Roncaro, Cura Carpignano e Ceranova.
Nel 2003 Presidente della Conferenza dei Sindaci SUAP – Sportello Unico per le Attività Produttive “Il Mulino” di San Genesio ed Uniti.
Nel 2007 Membro del Consiglio di Rappresentanza dei Sindaci dell’ASL – Azienda Sanitaria Locale di Pavia.
Nel 2009 Presidente del Comitato di San Genesio ed Uniti (PV) dell’Associazione di solidarietà “Per i bambini di Chernobyl” – ONLUS.
Nel 2013 Segretario dell’Associazione di Amicizia Interparlamentare “Italia/Azerbaigian” presso il Senato della Repubblica a Roma.
Nel 2013 consulente per il Senato della Repubblica a Roma per la predisposizione del materiale d’Aula e di Commissione e per la gestione dei rapporti con gli Enti e le Istituzioni Statali per conto del Gruppo Parlamentare Lega Nord e Autonomie.
Nel 2013 Presidente del Consiglio di Amministrazione di Riccagioia S.C.p.A. – Centro di Ricerca, Formazione e Servizi della Vite e del Vino di Regione Lombardia.
Nel 2015 Presidente del Consiglio di Amministrazione di ASM Vigevano e Lomellina S.p.A. a Vigevano (PV),
Nel 2017 Presidente del Consiglio Direttivo in AICA-Associazione Italiana Consulenti Ambientali di Pavia.